# Patrice M’Bock
Joseph Patrice M’Bock (* 20. April 1983 in Edéa, Kamerun; auch Mbock geschrieben) ist ein ehemaliger französischer Fußballspieler mit kamerunischen Wurzeln, der seit seinem Karriereende als Aktiver als Trainer im Nachwuchsbereich tätig ist.

## Karriere
Der aus der Jugendabteilung des französischen AJ Auxerre stammende M’Bock wechselte zur Saison 2001/02 zum FC Bayern München in dessen zweite Mannschaft er zum Einsatz kam; jedoch erst am 2. März 2002 (23. Spieltag) – nachdem er zwei Knieoperationen über sich ergehen lassen musste – beim torlosen Remis im Auswärtsspiel gegen die SpVgg Ansbach 09.
Der Abwehrspieler, der vorwiegend als linker Außenverteidiger aber auch als Innenverteidiger zum Einsatz kam, Franco Baresi und Franz Beckenbauer seine Vorbilder nennt, spielte sich gleich nach seiner Genesung in die Stammformation der Mannschaft von Hermann Gerland. Der Trainer bescheinigte ihm eine sehr abgeklärte und routinierte Spielweise. Als er seinen Traum, Profi beim FC Bayern München zu werden, auch in der Saison 2004/05 noch nicht verwirklichen konnte, verließ er den Verein zum Ende der Spielzeit.
Er wechselte nach Österreich zum Bundesligisten ASKÖ Pasching, für den er in seiner Premierensaison elf Bundesligaspiele bestritt und zweimal in der zweiten Qualifikationsrunde zur Teilnahme am UEFA-Pokal 2005/06 gegen den russischen Erstligisten Zenit Sankt Petersburg zum Einsatz kam.
In der Saison 2006/07 bestritt er nur fünf Bundesligaspiele für Pasching, ehe er in der Winterpause zum damaligen niederösterreichischen Landesligisten SV Horn wechselte. Mit den Hornern stieg er am Saisonende in die drittklassige Regionalliga Ost auf, in der er 2007/08 21 Meisterschaftsspiele absolvierte und das am 13. März 2007 mit 1:3 verlorene Viertelfinale um den ÖFB-Cup 2006/07 gegen die Red Bull Juniors bestritt.
Sein letztes Ligaspiel für den SV Horn bestritt er am 6. Juni 2008, am letzten Spieltag der Saison 2007/08, beim 1:1-Heimremis gegen die SV Mattersburg II. In der nachfolgenden Spielzeit fand er in der ersten Mannschaft keine Berücksichtigung mehr, saß nur in einer einzigen Begegnung uneingesetzt auf der Ersatzbank, absolvierte die deutliche Pokalniederlage gegen den SK Rapid Wien (1:7) und verbrachte die restliche Saison bei der zweiten Mannschaft mit Spielbetrieb in der achtklassigen 2. Klasse Waldviertel/Nord. Nachdem das Team bereits in der vorangegangenen Saison knapp am Aufstieg aus der 2. Klasse Schmidatal gescheitert war, schaffte der SV Horn II nach einem Ligawechsel innerhalb der achten Spielstufe in der Saison 2008/09 den Meistertitel und den Aufstieg in die siebentklassige 1. Klasse Waldviertel. In dieser kam der gebürtige Kameruner in der Spielzeit 2009/10 noch in zehn Meisterschaftsspielen zum Einsatz, steuerte einen Torerfolg bei und wechselte in der anschließenden Winterpause für ein halbes Jahr zum ASKÖ Donau Linz in die viertklassige OÖ Liga. Nach elf Meisterschaftseinsätzen und einem -tor beendete er mit Saisonende 2009/10 im Alter von 27 Jahren seine aktive Karriere als Fußballspieler.
Im Anschluss absolvierte M’Bock einen Trainerlehrgang beim Landesverband und nahm seine erste Trainertätigkeit beim Herrenteam des ASKÖ Ebelsberg Linz auf. Beim ASKÖ Donau Linz war er danach spätestens ab dem Jahr 2013 als Co-Trainer des U-14-Nachwuchses und als Individualtrainer tätig und übernahm bald darauf seine erste Nachwuchsmannschaft als eigenständiger Fußballtrainer. Bis ins Jahr 2022 war der einstige Abwehrspieler als Jugendtrainer beim ASKÖ Donau Linz tätig und wechselte im Sommer 2022 innerhalb der Stadt in den Nachwuchsbereich der Union Edelweiß Linz. Nebenbei war er zeitweise auch als Hilfsschiedsrichter beim oberösterreichischen Landesverband tätig.
Patrice M’Bock ist verheiratet und Vater dreier Kinder (Stand: 2011). Der 2009 geborene Sohn Joseph Andy M’Bock, der bereits unter seinem Vater beim ASKÖ Donau Linz spielte, wechselte im Jahr 2020 in den Nachwuchsbereich des FC Juniors OÖ und 2022 in jenen des Linzer ASK. Sein zwei Jahre jüngerer Bruder Christian (* 2011) entstammt ebenfalls dem Nachwuchs von Donau Linz und ist seit 2022 ebenfalls ein Nachwuchstalent des LASK. Das ältere Kind, Tochter Marie-Grace, trat hingegen nicht in die Fußstapfen ihres Vaters.